# Бомбона (представа)
Бомбона је позоришна представа коју је режирао Марко Челебић према комаду Филипа Грујића.
Премијерно приказивање је најављено за 25. новембар 2021. године у позоришту ДАДОВ, које привремено организује своју продукције у Дому омладине.
„Бомбона“ је представа коју Омладинско позориште ДАДОВ реализује под покровитељством Града Београда – Градског секретаријата за културу. Представа се реализује оводом 25. новембра - Међународног дана борбе против насиља над женама.

## Тема
Представа третира проблем насиља над женама те утицај наркоманије у адолесцентским годинама на појаву насиља.
Порука представе је усмерена на младе и огледа се у становишту да решавање животних и генерацијских проблема није могуће помоћу наркотика.

## Улоге
| Лица | Глумци            |
| ---- | ----------------- |
|      | Лазар Ненадовић   |
|      | Никола Милановић  |
|      | Уна Нинић         |
|      | Милица Ивошевић   |
|      | Јанко Цекић       |
|      | Анастасија Станић |
|      | Теодосије Поповић |
|      | Лазар Јовић       |
|      | Јован Шакота      |
|      | Никола Радуловић  |
|      | Јован Ракић       |
|      | Тара Десница      |
|      | Нађа Прочковић    |
|      | Лена Трифуновић   |
|      | Матеја Јовановић  |
|      | Јована Урошевић   |
|      | Миа Јовановић     |